# Hugo Campagnaro
Hugo Campagnaro (Córdoba, 1980. június 24. –) argentin labdarúgó, az olasz Pescara hátvédje.

## Pályafutása
Pályafutását az argentin Deportivo Morónban kezdte, amely az argentin labdarúgó-bajnokság másod- és harmadosztályában játszott. 2002-ben, miután nem játszott csapatában, aláírt a Piacenzahoz. 2007 nyarán aláírt a Sampdoriahoz, amely akkor a 2007-es UEFA Intertotó-kupában  volt érdekelt.
2009. július 9-én 7 000 000 euró értékben aláírt az SSC Napoli csapatához.
2013. július 6-án aláírt egy 2 éves szerződést az Internazionale csapatához.

## Autóbalesete
2011. június 9-én Argentínában súlyos autóbalesetet szenvedett: frontálisan ütközött egy másik autóval. Campagnaro kisebb sérülésekkel megúszta a balesetet, azonban két utasa közül az egyik, valamint a szemközti autó sofőrje és utasa halálos sérüléseket szenvedett.

## A válogatottban
2012. február 29-én debütált a válogatottban, Svájc ellen.A mérkőzést Argentína nyerte 3-1-re.

## Sikerei, díjai
- SSC Napoli:
  - Coppa Italia ezüstérmes 2008-2009
  - Coppa Italia győztes 2011-2012

## Fordítás
- Ez a szócikk részben vagy egészben  a   Hugo Campagnaro című angol Wikipédia-szócikk fordításán alapul.  Az eredeti cikk szerkesztőit annak laptörténete sorolja fel. Ez a jelzés csupán a megfogalmazás eredetét és a szerzői jogokat jelzi, nem szolgál a cikkben szereplő információk forrásmegjelöléseként.